# Cratere Yangliuqing
Yangliuqing è un cratere sulla superficie di Marte.